# 朝鮮大妃の一覧
朝鮮大妃の一覧（ちょうせんたいひのいちらん）では、李氏朝鮮の大妃、および大王大妃のその他詳細を列記する。朝鮮の大妃の地位については王大妃を参照。

## 歴史
建国当初から朝鮮が明・清の臣下であることから、太后を名乗ることは禁止されていたため、代わりに王大妃にされた。1897年に大韓帝国が成立し、朝鮮国王が皇帝に格上げされると、王大妃も皇太后に格上げされた。なお、大韓帝国時代に皇太后となったのは孝定王后のみである。
世子嬪から王大妃にそのまま昇格した者は、昭恵王后と神貞王后の2人である。

## 歴代大妃
純貞孝皇后と哲仁王后を除いて、殆どが王大妃となった人物である。
| 諡号       | 時世                  | 配偶者 | 別称                                               | 本貫     | 在位期間                        | 王陵 | 備考 |
| ---------- | --------------------- | ------ | -------------------------------------------------- | -------- | ------------------------------- | ---- | --- |
| 定安王后   | 太宗                  | 定宗   | 徳嬪 徳妃 順徳王太妃                               | 慶州金氏 | 1400年 - 1412年                 | 厚陵 | 朝鮮初の王大妃。                                                                                             |
| 元敬王后   | 世宗                  | 太宗   | 靖寧翁主 貞嬪 静妃 厚徳王太妃                      | 驪興閔氏 | 1418年 - 1422年                 | 献陵 | |
| 定順王后   | 世祖                  | 端宗   | 懿徳王大妃                                         | 礪山宋氏 | 1455年 - 1457年                 | 思陵 | 夫の端宗が上王から庶人に降格されたことに伴い、自身も大妃の位を廃された。                                     |
| 貞熹王后   | 睿宗                  | 世祖   | 楽浪府大夫人 慈聖王大妃 慈聖大王大妃               | 坡平尹氏 | 1468年 - 1469年                 | 光陵 | 孫の成宗が幼かったため、朝鮮初の垂簾聴政を行った。                                                           |
| 昭恵王后   | 成宗                  | 徳宗   | 粋嬪 仁粋王妃 仁粋王大妃 仁粋大王大妃              | 清州韓氏 | 1475年 - 1494年（追尊）         | 敬陵 | 朝鮮史における鉄の女として知られるが、素行の悪い嫁の廃妃尹氏を賜死に追い込ませた。                           |
| 安順王后   | 成宗                  | 睿宗   | 仁恵王大妃 明懿大王大妃                            | 清州韓氏 | 1469年 - 1494年                 | 昌陵 | |
| 貞顕王后   | 燕山君 中宗           | 成宗   | 慈順王大妃                                         | 坡平尹氏 | 1494年 - 1530年                 | 宣陵 | |
| 文定王后   | 仁宗                  | 中宗   | 聖烈大王大妃                                       | 坡平尹氏 | 1544年 - 1545年                 | 泰陵 | 幼い息子の明宗に代わって、垂簾聴政を実施。垂簾聴政後も、政権を掌握。                                         |
| 仁聖王后   | 明宗 宣祖             | 仁宗   | 恭懿王大妃                                         | 潘南朴氏 | 1545年 - 1578年                 | 孝陵 | |
| 仁順王后   | 宣祖                  | 明宗   | 懿聖王大妃                                         | 青松沈氏 | 1567年 - 1575年                 | 康陵 | 宣祖在位中、1年間の垂簾聴政を実施。                                                                          |
| 仁穆王后   | 光海君 仁祖           | 宣祖   | 昭聖王大妃 明烈大王大妃                            | 延安金氏 | 1608年 - 1618年 1623年 - 1624年 | 穆陵 | 大妃の地位を廃され、側室に降格。継子の光海君に慶運宮に幽閉されていた。仁祖が起こしたクーデターで名誉を回復。 |
| 荘烈王后   | 孝宗                  | 仁祖   | 慈懿王大妃 慈懿恭慎大王大妃                        | 楊州趙氏 | 1649年 - 1659年                 | 徽陵 | 存命中に2度の礼訟論争があった。                                                                              |
| 仁宣王后   | 顕宗                  | 孝宗   | 豊安府夫人 孝粛王大妃                              | 徳水張氏 | 1659年 - 1674年                 | 寧陵 | |
| 明聖王后   | 粛宗                  | 顕宗   | 顕烈王大妃                                         | 清風金氏 | 1674年 - 1684年                 | 崇陵 | 息子の粛宗が王になると、国政に深く干渉した。                                                                 |
| 仁元王后   | 景宗                  | 粛宗   | 恵順王大妃 恵順慈敬大王大妃                        | 慶州金氏 | 1720年 - 1724年                 | 明陵 | 延礽君（後の英祖）の後見人として、少論派と対立。                                                             |
| 宣懿王后   | 英祖                  | 景宗   | 敬純王大妃                                         | 咸従魚氏 | 1724年 - 1730年                 | 懿陵 | 敵対関係の延礽君（後の英祖）を排除しようとするも失敗、歴代王大妃の中で早世している。                         |
| 貞純王后   | 正祖                  | 英祖   | 睿順王大妃 睿順聖哲大王大妃                        | 慶州金氏 | 1776年 - 1800年                 | 元陵 | 純祖在位時に3年間の垂簾聴政を行った。                                                                        |
| 孝懿王后   | 純祖                  | 正祖   | 孝懿宣皇后                                         | 清風金氏 | 1800年 - 1821年                 | 健陵 | |
| 純元王后   | 憲宗                  | 純祖   | 明敬王大妃 文仁光聖大王大妃 純元粛皇后             | 安東金氏 | 1834年                          | 仁陵 | 存命中に2度の垂簾聴政を行った。                                                                              |
| 神貞王后   | 憲宗 哲宗             | 翼宗   | 孝裕王大妃 宣敬純化大王大妃 神貞翼皇后             | 豊壌趙氏 | 1834年 - 1857年（追尊）         | 綏陵 | 幼くして、国王になった養子の高宗のために興宣大院君と共に垂簾聴政を行った。                                   |
| 孝定王后   | 哲宗 高宗             | 憲宗   | 明憲大妃 明憲王大妃 明憲王太后 明憲太后 孝定成皇后 | 南陽洪氏 | 1849年 - 1904年                 | 景陵 | |
| 哲仁王后   | 高宗                  | 哲宗   | 明純大妃 哲仁章皇后                                | 安東金氏 | 1863年 - 1878年                 | 睿陵 | |
| 純貞孝皇后 | 日本統治時代 大韓民国 | 純宗   | 李王妃 李王大妃                                    | 海平尹氏 | 1926年 - 1966年                 | 裕陵 | 大韓帝国皇太后。                                                                                             |

## 歴代大王大妃
| 諡号     | 時世      | 配偶者 | 本貫     | 在位期間                |
| -------- | --------- | ------ | -------- | ----------------------- |
| 貞熹王后 | 睿宗      | 世祖   | 坡平尹氏 | 1469年 - 1483年         |
| 昭恵王后 | 燕山君    | 徳宗   | 清州韓氏 | 1495年 - 1504年（追尊） |
| 安順王后 | 燕山君    | 睿宗   | 清州韓氏 | 1495年 - 1499年         |
| 文定王后 | 明宗      | 中宗   | 坡平尹氏 | 1545年 - 1565年         |
| 仁穆王后 | 仁祖      | 宣祖   | 延安金氏 | 1624年 - 1632年         |
| 荘烈王后 | 顕宗 粛宗 | 仁祖   | 楊州趙氏 | 1659年 - 1688年         |
| 仁元王后 | 英祖      | 粛宗   | 慶州金氏 | 1724年 - 1757年         |
| 貞純王后 | 純祖      | 英祖   | 慶州金氏 | 1800年 - 1805年         |
| 純元王后 | 憲宗      | 純祖   | 安東金氏 | 1834年 - 1857年         |
| 神貞王后 | 憲宗 哲宗 | 翼宗   | 豊壌趙氏 | 1857年 - 1890年（追尊） |